# Alexandr Bolshunov
Alexandr Alexándrovich Bolshunov –en ruso, Александр Александрович Большунов– (Podyvotie, 31 de diciembre de 1996) es un deportista ruso que compite en esquí de fondo.
Participó en dos Juegos Olímpicos de Invierno, obteniendo en total nueve medallas: cuatro en Pyeongchang 2018, plata en velocidad por equipo (junto con Denis Spitsov), en 50 km y en el relevo (con Andrei Larkov, Alexei Chervotkin y Denis Spitsov) y bronce en velocidad individual, y cinco en Pekín 2022, oro en 30 km, 50 km y el relevo (con Alexei Chervotkin, Denis Spitsov y Serguei Ustiugov), plata en 15 km y bronce en velocidad por equipo (con Alexandr Terentiev).
Ganó ocho medallas en el Campeonato Mundial de Esquí Nórdico, en los años 2019 y 2021. Además, ganó dos veces la clasificación general de la Copa del Mundo, en las temporadas 2019/2020 y 2020/2021.

## Palmarés internacional
| Juegos Olímpicos   | Juegos Olímpicos            | Juegos Olímpicos  | Juegos Olímpicos     |
| Año                | Lugar                       | Medalla           | Prueba               |
| ------------------ | --------------------------- | ----------------- | -------------------- |
| 2018               | Pyeongchang (Corea del Sur) | Medalla de plata  | Velocidad por equipo |
| 2018               | Pyeongchang (Corea del Sur) | Medalla de plata  | 50 km                |
| 2018               | Pyeongchang (Corea del Sur) | Medalla de plata  | Relevo 4 × 10 km     |
| 2018               | Pyeongchang (Corea del Sur) | Medalla de bronce | Velocidad individual |
| 2022               | Pekín (China)               | Medalla de oro    | 30 km                |
| 2022               | Pekín (China)               | Medalla de oro    | 50 km                |
| 2022               | Pekín (China)               | Medalla de oro    | Relevo 4 × 10 km     |
| 2022               | Pekín (China)               | Medalla de plata  | 15 km                |
| 2022               | Pekín (China)               | Medalla de bronce | Velocidad por equipo |
| Campeonato Mundial |                             |                   |                      |
| Año                | Lugar                       | Medalla           | Prueba               |
| 2019               | Seefeld (Austria)           | Medalla de plata  | Velocidad por equipo |
| 2019               | Seefeld (Austria)           | Medalla de plata  | 30 km                |
| 2019               | Seefeld (Austria)           | Medalla de plata  | 50 km                |
| 2019               | Seefeld (Austria)           | Medalla de plata  | Relevo 4 × 10 km     |
| 2021               | Oberstdorf (Alemania)       | Medalla de oro    | 30 km                |
| 2021               | Oberstdorf (Alemania)       | Medalla de plata  | 50 km                |
| 2021               | Oberstdorf (Alemania)       | Medalla de plata  | Relevo 4 × 10 km     |
| 2021               | Oberstdorf (Alemania)       | Medalla de bronce | Velocidad por equipo |